# 정나윤

## 정나윤은 대한민국의 배우이다.

### 활동
영화

#### 작품활동[영화]
2003년 아카시아 ... 민지 역
2004년 어린 신부 ... 어린 보은 역 (보은 아역)
2006년 백만장자의 첫사랑 ... 어린 은환 역 (은환 아역)